# Орден Заслуг гражданских и военных (Тоскана)
Орден Заслуг гражданских и военных (ит. Ordine del merito civile e militare) — название одного из высших орденов Великого герцогства Тосканского.

## История
Указ о введении Ордена Заслуг гражданских и военных был подписан 19 декабря 1853 года великим герцогом Тосканы Леопольдом II. Был домашним орденом династии тосканских Габсбургов. Вручался в Тоскане вплоть до 22 марта 1860 года, когда она была присоединена к владениям Сардинского королевства и в дальнейшем — вошла в состав объединённой Италии. После 1860 года этим орденом на территории Италии более никто не награждался. Великим магистром ордена являлся великий герцог Тосканский (сперва Леопольд II, затем его сын Фердинанд IV.
Лишённый в 1860 году тосканского трона, Фердинанд IV в 1862 году преобразовал Орден Заслуг гражданских и военных и изменил его статус на подобный Ордену Почётного легиона, создав для него три класса. В настоящее время великим магистром ордена является великий герцог Сигизмунд фон Габсбург-Тоскана (род. 1966 году). Орден имеет свой секретариат, его великий канцлер — маркиз Доменико Кресченци Оттобони.

## Описание
Орден имеет три класса:
- командорский (орден носится на шее, его вручение означало также дарование потомственного дворянского звания)
- крест кавалерский (носился на левой части груди, его вручение означало также личное дворянство)
- крест серебряный (вручался унтер-офицерам и сержантам, носился на левой части груди и означал повышение в звании).

Имелась также медаль Ордена Заслуг гражданских и военных.
Орден представляет собой знак в форме пятиконечной звезды, лучи которой выполнены в виде частей белого эмалевого мальтийского креста. Аверс ордена украшен инициалами «L II» и «VIRTUTI MILITARI», на реверсе указан год «1853». Главы орденов I и II украшены золотыми королевскими коронами, у ордена III класса — корона серебряная.